# Tomas Vasov
Tomas Vasov (Trier, 31 januari 1972) is een in Duitsland geboren Servisch voormalig betaald voetballer. Hij speelde als centrale verdediger, als verdedigende middenvelder of achter de verdediging als libero. Hij kwam in België zesenhalf seizoen uit voor KAA Gent. Vasov bezit de dubbele Servische en Duitse nationaliteit. Zijn naam wordt verduitst als Thomas Vasov.

## Carrière
Tomas Vasov werd getogen in de oude republiek Joegoslavië en begon zijn carrière bij Borac Čačak nadat hij in zijn jeugdjaren bij Timok Zaječar werd opgeleid. Met Borac Čačak promoveerde Vasov in 1994 als kampioen naar de Joegoslavische eerste divisie. KAA Gent ontdekte de centrale middenvelder bij Borak Čačak en kocht Vasov aan in de zomer van 1996. Hij kwam op hetzelfde moment over van dezelfde club — met name Borak Čačak — als verdediger Ivica Dragutinović en doelman Zoran Savić. Vasov liep in de kijker met goed positiespel, welberadenheid aan de bal en goed overzicht. Bovendien was hij lang en kopbalsterk. Vasov was meteen belangrijk bij de Buffalo's onder trainer Lei Clijsters.
De in Trier geboren Vasov speelde eerst als centrale middenvelder voor de verdediging uit. Pas in het latere stadium van zijn periode bij Gent werd hij omgeschoold tot een centrale verdediger. Onder Trond Sollied speelde Vasov een poos als box-to-boxmiddenvelder centraal op het middenveld. Vasov was berucht in Gent om zijn broze fysieke paraatheid. Geregeld lag hij in de voddenmand, vaak met zijn knie (met name de linkerknie) of de buikspieren. Toch was Vasov een betrouwbare kracht indien hij speelde. Vasov bekroonde zijn tijd in de Oost-Vlaamse hoofdstad niet met een trofee.
In Vasovs tijd (1996–2003) was KAA Gent ambitieus, maar greep naast de prijzen. Wel kon KAA Gent in die jaren beschikken over enkele gevaarlijke aanvalslinies. Zo had ze in Vasovs tijd achtereenvolgens efficiënte spitsen als de Noor Ole Martin Årst of de Griek Alexandros Kaklamanos in de rangen. Jonge spitsen als Cédric Roussel of Sandy Martens trokken voor het eerst nationaal de aandacht in KAA Gent-plunje. Daarnaast speelde hij één seizoen (1998–1999) samen met de technische dribbelaar Marc Degryse, die van PSV kwam. Vasov maakte een financiële overname mee, in 1999 door Ivan De Witte. Gent had in voorgaande jaren onder voorzitter Jean Van Milders goede spelers gehaald, maar dit sloeg ook een financiële krater die onder bewind van De Witte gedicht werd. Hoewel Vasov natuurlijk leiderschap had en hij goed een verdediging kon sturen, is hij nooit de eerste aanvoerder van KAA Gent geweest. Die rol was gereserveerd voor persoonlijkheden als Edin Ramčić, Frank Dauwen, Stijn Vreven, Gunther Schepens en Jacky Peeters. Weliswaar behoorde hij tot de lijst, in het geval dat er blessures waren bij andere leidersfiguren. 
Met Gent eindigde Vasov in 2000 onder Sollied op een onverhoopte derde plaats achter Anderlecht en Club Brugge, en in 2001 onder Patrick Remy op een vijfde plaats achter Anderlecht, Brugge, Standard en Lokeren. In de zomer van 2000 speelde hij met Gent zodoende twee voorrondeduels van de UEFA Cup tegen AFC Ajax die kansloos verloren werden. Vasov miste vanwege knieproblemen grotendeels het seizoen 2001–2002, waarin Gent als vierde eindigde onder interimcoach Herman Vermeulen die begin maart 2002 het roer overnam van de ontslagen Remy. In maart 2003 ging Vasov in op een lucratieve aanbieding uit China en zei hij Gent vaarwel. De toenmalige fysio van de Buffalo's, Jochen De Coene, volgde Vasov naar China. De charismatische verdediger speelde zesenhalf seizoen voor de Gentenaren — in het vroegere Jules Ottenstadion — en was goed voor 126 officiële wedstrijden en 13 doelpunten. Met z'n laatste club Shanghai Shenhua SVA SMEG werd hij Chinees landskampioen in 2003. Echter, in 2013 werd die titel afgenomen omwille van een matchfixingschandaal. Vasov kwam zeventienmaal in actie voor Shanghai Shenhua.
Vasov (31) stopte nog datzelfde jaar met voetballen bij Shanghai Shenhua SVA SMEG in China, waar Vasov een maand na zijn eigen vertrek zijn Togolese KAA Gent-ploegmaat Djima Oyawolé had mogen verwelkomen. De reden dat Vasov stopte op eenendertig, was voornamelijk deze dat het lichaam op was. Vasov werd na zijn carrière actief als trainer. Zo werkte hij als trainer enige tijd in Nigeria, was hij in 2016 assistent-trainer bij Borac Čačak en in 2021 was hij hoofdtrainer bij Timok Zaječar.